# فومي ميزوساوا
فومي ميزوساوا (باليابانية: 水沢 史絵) مواليد 9 يناير 1980، هي مؤدية أصوات يابانية.

## الأعمال

### مسلسلات أنمي تلفزيونية
- إيوريكا سفن
- داركر ذان بلاك
- نحو تيرا
- عندما تبكي حشرة الليل
- روميو و جولييت

### أفلام أنمي
- إيوريكا سفن

### دبلجة
- فندق رواندا

## وصلات خارجية
- فومي ميزوساوا على موقع IMDb (الإنجليزية)
- فومي ميزوساوا على موقع ميوزك برينز (الإنجليزية)
- فومي ميزوساوا على موقع قاعدة بيانات الفيلم (الإنجليزية)
- فومي ميزوساوا على موقع ANN person (الإنجليزية)